# Edificio Cortina I
El edificio Cortina I se encuentra situado en la calle Félix Pizcueta número 3 de la ciudad de Valencia (España). Es una obra proyectada por el arquitecto José María Manuel Cortina Pérez en el año 1896.

## Edificio
Es una de las primeras construcciones del arquitecto valenciano José María Manuel Cortina Pérez, conocida también como Casa de las Cruces. De inspiración medievalista, combina por igual los estilos neogótico, neomudéjar y neobizantino, poseyendo elementos de cada estilo mezclados indistintamente. 
Su composición es de tipo palaciego ya que dispone de un patio interior, espacio para caballerizas y torreones a ambos lados de la fachada.
Consta de planta baja y tres alturas y ático en los torreones de los extremos. En la puerta principal aparece un dragón alado y en los remates de los torreones se pueden apreciar cuatro dragones alados más, dos en cada torreón. Es un elemento característico y diferenciador que incluirá en muchas de sus obras. 
Conserva los elementos originales tanto en el exterior como en el interior. En el exterior, destaca el ladrillo rojo de la fachada, la ornamentación con cruces en la primera y segunda altura y los miradores tripartitos con columnas en la segunda altura. En su interior destaca la escalera del edificio.
En Valencia, otra obra del mismo arquitecto realizada al año siguiente, la casa Peris, esta totalmente inspirada en este edificio por deseo expreso de su propietaria.